# Stegnogramma
Stegnogramma, rod papratnjača iz porodice Thelypteridaceae, dio reda osladolike. Postoje sedam vrsta iz Azije, Afrike, Europe, Malezije, dvije u Novom svijetu

## Vrste
1. Stegnogramma aspidioides Blume
2. Stegnogramma australis C. W. Chen & L. Y. Kuo
3. Stegnogramma dictyoclinoides Ching
4. Stegnogramma griffithii (T. Moore) K. Iwats.
5. Stegnogramma mingchegensis (Ching) X. C. Zhang & L. J. He
6. Stegnogramma sagittifolia (Ching) L. J. He & X. C. Zhang
7. Stegnogramma wilfordii (Hook.) Seriz.

## Sinonimi
- Thelypteris subgen.Stegnogramma (Blume) C.F.Reed
- Gymnogramma subgen.Stenogramma (Blume) C.B.Clarke
- Dictyocline T.Moore
- Thelypteris subgen.Dictyocline (T.Moore) C.F.Reed
- Thelypteris sect.Stegnogramma (Blume) Fraser-Jenk.